# Una leyenda del rock
Una leyenda del rock es el nombre del sexto álbum de estudio del grupo de heavy metal colombiano Kraken. Fue lanzado al mercado el 21 de diciembre de 1999 a través de Codiscos. El primer sencillo del álbum fue «El idioma del rock». Su segundo sencillo fue «Frágil al viento».
En 2019 al cumplirse 20 años del lanzamiento oficial se remasterizo y lanzó nuevamente en edición de lujo por el sello Psychophony Records.

## Contenido y Grabación
Este álbum se compone de 2 partes los primeros cinco temas fueron compuestos, grabados y producidos con total independencia por parte de Kraken en un Estudios "El Pez" de Medellín, mientras que se cerró el disco con otros tres temas inéditos en cuanto al formato digital. Este es el primer álbum totalmente independiente del grupo toda vez que los derechos de producción y publicación pertenecían al recién fundado sello Athenea Producciones y aprovechando el territorio dominado para su distribución por Codiscos y las buenas relaciones con dicha disquera, se logró un contrato de distribución, recuperando además la versión original manipulada de "Vestido de cristal", la remasterización de "Camino a la montaña Negra" y otros tres temas que habían quedado por fuera de la edición en formato C.D denominada Kraken I+II editada por el mismo sello fonográfico.
Para este disco la formación del grupo varió totalmente frente a la última producción de estudio lanzada 5 años antes, el sonido también varió respecto a las anteriores placas aunque la esencia progresiva de las letras se mantuvo en palabras de Elkin Ramírez líder y único miembro fundador activo en el momento:

Somos atemporáneos porque Kraken nunca ha sido una banda del momento. No fue de rock en español, porque no suena a Soda Stereo, a Fito, o a bandas colombianas de rock a la mexicana. Tiene su propio estilo y ningún grupo suena como Kraken.

Prácticamente la totalidad de los temas nuevos se convirtieron en éxitos aclamados por sus seguidores y pasarían a formar parte permanente del repertorio en directo del grupo.

## Lista de canciones
| N.º | Título                      | Duración |  |
| 1.  | «El idioma del rock»        | 04:17    |  |
| 2.  | «Frágil al viento»          | 04:53    |  |
| 3.  | «No te detengas»            | 03:39    |  |
| 4.  | «Explorador»                | 04:11    |  |
| 5.  | «Sin miedo al dolor»        | 04:22    |  |
| 6.  | «Vestido de cristal»        | 04:55    |  |
| 7.  | «Camino a la montaña negra» | 05:53    |  |
| 8.  | «Esclavos de las sombras»   | 04:38    |  |
| 9.  | «Nada ha cambiado aún»      | 05:03    |  |
| 10. | «Fugitivo»                  | 05:32    |  |

## Músicos
- Elkin Ramírez: letras, líricas y voz.
- Juan Esteban Echeverry: guitarra.
- Luis Ramírez: bajo.
- David Mejía: teclados.
- Alejandro Gutiérrez: compositor y productor. batería.